# Illice mexicana
Illice mexicana là một loài bướm đêm thuộc phân họ Arctiinae, họ Erebidae.